# David Lascher
David Scott Lascher (ur. 27 kwietnia 1972 w Scarsdale w stanie Nowy Jork) – amerykański aktor telewizyjny.

## Filmografia
- 2006: Tajemnicza kobieta: Odkupienie (Mystery Woman: Redemption) jako Tyler Dell
- 2001: Alikes jako James
- 1998−1999: Two of a Kind jako Matt Burke (1999)
- 1997−2000: Sekrety Weroniki (Veronica's Closet) jako Jeremy Byrne (gościnnie)
- 1997: Ocaleni (A Call to Remember) jako Jake Tobias
- 1996−1999: Słodkie zmartwienia (Clueless) jako Josh Lucas (1996–1997)
- 1996: Zła miłość (Twisted Desire) jako Brad
- 1996−2003: Sabrina, nastoletnia czarownica (Sabrina, the Teenage Witch) jako Josh
- 1996: Kidz in the wood jako Sloan
- 1996: Sztorm (White Squall) jako Robert March
- 1994: Ofiara gniewu (Cries Unheard: The Donna Yaklich Story) jako Denny
- 1994−2003: Dotyk anioła (Touched by an Angel) jako Jett Rudin (gościnnie)
- 1993: Powódź - Na ratunek dzieciom (The Flood: Who Will Save Our Children?) jako Brad Jamison
- 1992: Hearts Are Wild jako Charlie Shaw (gościnnie)
- 1991: Oskarżona o zabójstwo (She Says She's Innocent) jako Ryan
- 1991–1998: Krok za krokiem (Step by Step) jako Greg Patterson (gościnnie)
- 1991–1995: Blossom jako Vinnie Bonitardi (1992–1994)
- 1990–2000: Beverly Hills, 90210 jako Kyle Conners (gościnnie)
- 1989–1993: Dzień za dniem (Life goes on) jako Mitch Tanner (gościnnie)
- 1989–1991: Hey Dude jako Ted McGriff
- 1988–1997: Roseanne jako Eric (gościnnie)
- 1987–1995: Pełna chata (Full House) jako Rick (gościnnie)